# Lewitzrand
Lewitzrand è un comune del Meclemburgo-Pomerania Anteriore, in Germania e si trova nell'antico territorio denominato Lewitz.
Appartiene al circondario (Kreis) di Parchim (targa PCH) ed è parte della comunità amministrativa (Amt) di Parchimer Umland.